# غوردون إتش تشانغ
غوردون إتش تشانغ (بالإنجليزية: Gordon H. Chang)‏ هو مؤرخ أمريكي، ولد في 1948.